# الجابرية (عامودا)
الجابرية قرية سورية تابعة لناحية عامودا ، منطقة القامشلي في محافظة الحسكة شمال شرق سوريا. تبعد 12 كلم غرب عامودا . يعتمد سكانها على زراعة محاصيل القمح والشعير  بالاضافة لتربية الأغنام.
المراجع
.